# 納姆斯庫甘
納姆斯庫甘（挪威語：Namsskogan）是挪威特倫德拉格郡的市鎮，位於該國中部，面積1,417.16平方公里，2011年人口928，人口密度為每平方公里0.7人。

## 外部連結
- Municipal fact sheet from Statistics Norway